# 캘리포니아 호텔 앤드 카지노

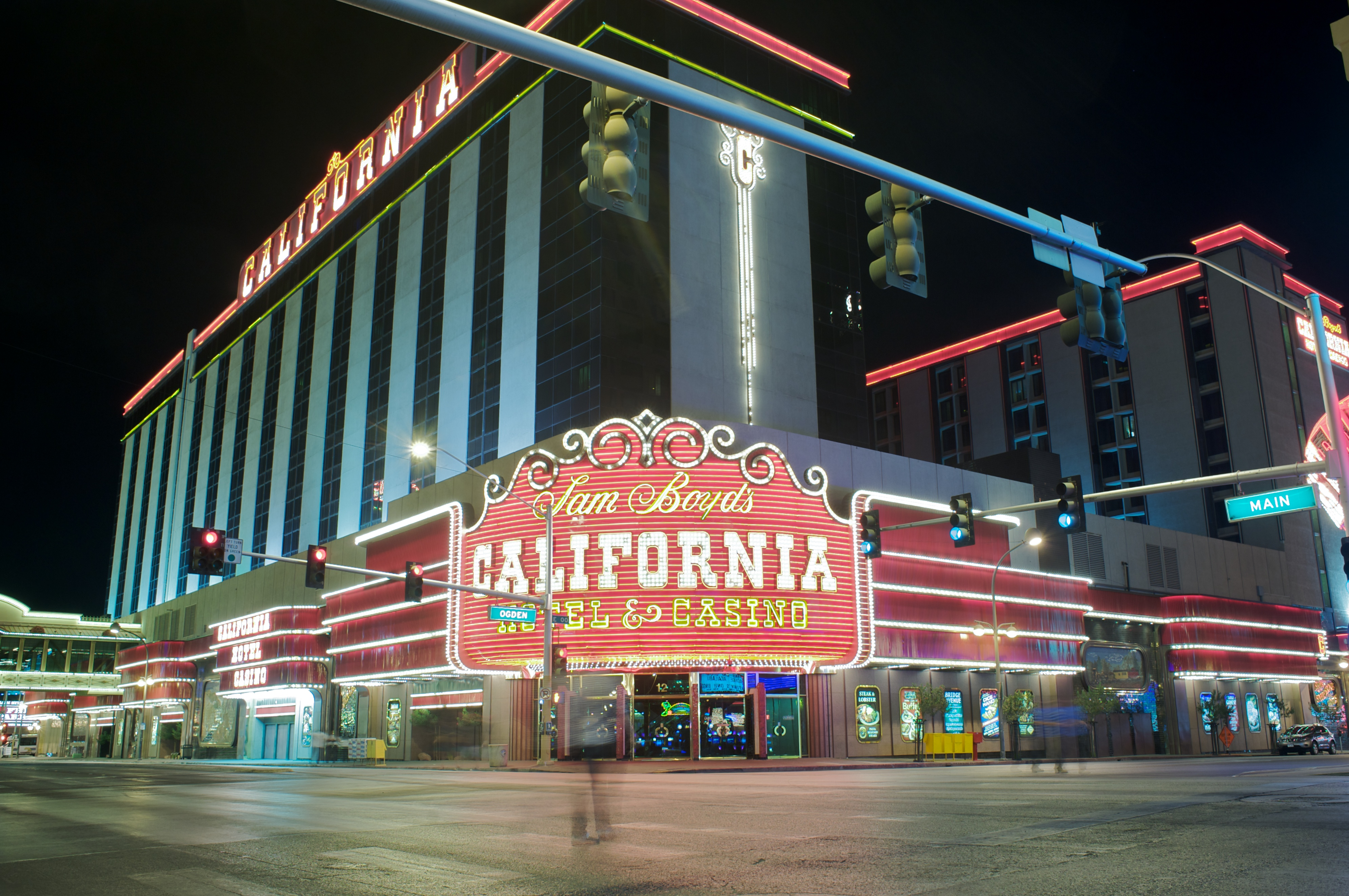

캘리포니아 호텔 앤드 카지노(California Hotel and Casino)는 미국 네바다주 라스베이거스에 있는 호텔, 카지노이다. 방의 개수는 325개이다.